# 알렉산드르 골루베프
알렉산드르 뱌체슬라보비치 골루베프(러시아어: Алекса́ндр Вячесла́вович Го́лубев, 1972년 5월 19일~)는 러시아의 스피드스케이팅 선수이다. 올림픽에 3회 출전하였고 1994년 동계 올림픽 남자 500m 종목에서 금메달을 획득했다.